# Dyschirus timidus
Dyschirus timidus är en skalbaggsart som beskrevs av Carl Hildebrand Lindroth. Dyschirus timidus ingår i släktet Dyschirus och familjen jordlöpare. Inga underarter finns listade i Catalogue of Life.